# West Kelowna
West Kelowna est une cité (city) de la vallée de l'Okanagan, dans la province canadienne de Colombie-Britannique. Elle comprend plusieurs communautés distinctes, dont celles historiques de Westbank, Glenrosa, Smith Creek, Shannon Lake, Rose Valley, West Kelowna Estates, Casa Loma, et Lakeview Heights. Sa population est de 32 655 habitants en 2016, ce qui en fait la seconde plus grande municipalité du district régional de Central Okanagan.

## Histoire
West Kelowna a au départ été incorporée le 6 décembre 2007 en tant que Westside District Municipality, du nom de l’aire électorale rurale du district régional de l'époque. Le 30 janvier 2009, la municipalité de district est renommée « West Kelowna ». Elle est aussi surnommée « Westbank ». Elle prend le statut de cité le 26 juin 2015.
En août 2023, des vents violents provoquent un incendie de forêt à McDougall Creek et menace la ville. Plus de cinquante maisons sont détruites par le feu et plusieurs milliers de personnes doivent évacuer jusqu'à ce que l'incendie soit maîtrisé à la fin du mois de septembre.

## Démographie
| 2011   | 2016   |
| ------ | ------ |
| 30 902 | 32 655 |